# حكومة صبحي بركات الخالدي الأولى

علم الاتحاد السوري (1922 - 1925).

تشكلت حكومة صبحي بركات الخالدي الأولى بناء على قرار مجلس الاتحاد رقم /1/ بتاريخ 28 حزيران 1922 وقد استمرت حتى 21 كانون الأول 1924.
وهي والحكومة الفيدرالية الوحيدة في تاريخ البلاد، كما أنها أول حكومة جمع رئيسها بين منصب رئيس الوزراء ومنصب رئيس الدولة والحكومة الوحيدة التي تم تشكيلها في حلب وليس في دمشق، وهي آخر حكومة تصدر مراسيم تشكيلها عن الجنرال هنري غورو.
حُل الاتحاد السوري رسميًا بموجب المرسوم رقم 2980، الذي أصدره المفوض السامي مكسيم فيغان في 5 كانون الأول 1924 ودخل حيز التنفيذ في 1 كانون الثاني 1925. دمج المرسوم ولايتي حلب ودمشق في دولة سوريا وعين صبحي بركات رئيسًا للبلد الجديد.

## تأليف الحكومة
في 2 أبريل 1922 زار تشارلز كراين دمشق ليطلع على واقع الانتداب ومدى تقبل الشعب له، فثارت دمشق وعمتها المظاهرات الرافضة للانتداب والمطالبة بإنهاء تقسيم سوريا إلى خمس دول على أسس طائفية وعرقية. في 9 أبريل أصدر الجنرال غورو قرارًا بإنفاذ حالة الطوارئ في سوريا، وفي 10 أبريل تحدى طلاب المدارس قرار حالة الطوارئ المقرون بحظر التجول، وجابت دمشق مسيرات حاشدة انضمت إليها النساء، وقتل خلالها طالبان وجرح ستة، كما شنّ الفرنسيون حملة اعتقالات في 18 أبريل ونقلوا من اعتقلوا إلى جزيرة أرواد.
تحت ضغط الشارع واستمرار التظاهر، أعلن هنري غورو في 28 يوليو 1922 ميلاد «الاتحاد السوري» على أساس فيدرالي بين دولة دمشق ودولة حلب ودولة جبل العلويين، على أن يكون للاتحاد رئيس ينتخب لمدة سنة واحدة غير قابلة للتمديد، يعاونه ويولج أمر انتخابه لمجلس اتحادي مكوّن من خمسة عشر عضوًا خمس عن كل دولة، كما ترك لرئيس الدولة مهمة تشكيل الحكومة على أن تكون حكومة فيدرالية مقابل حكومات محلية ومجالس محلية داخل الاتحاد.
بحسب إعلان غورو فإن المجلس الاتحادي يجب أن ينتخب لكنه قام بتعيينه استثنائيًا يوم 28 يونيو وفق الشكل التالي:
- عن دولة دمشق: محمد علي العابد - عطا الأيوبي - فارس الخوري، ممثلو دمشق.
  - طاهر الأتاسي، ممثل حمص.
  - راشد البرازي، ممثل حماه.
- عن دولة حلب: صبحي بركات - غالب إبراهيم باشا - رشيد المدرس - حسين أورفلي - اسكندر سالم.
- عن دولة جبل العلويين: جابر العباس - إسماعيل هواش - إسماعيل جنيد، ممثلو الجبل.
  - عبد الواحد هارون - اسحق نصري، ممثلا اللاذقية.

في اليوم ذاته عقد المجلس اجتماعًا في حلب وانتخب صبحي بركات رئيسًا للاتحاد.

## أبرز منجزاتها

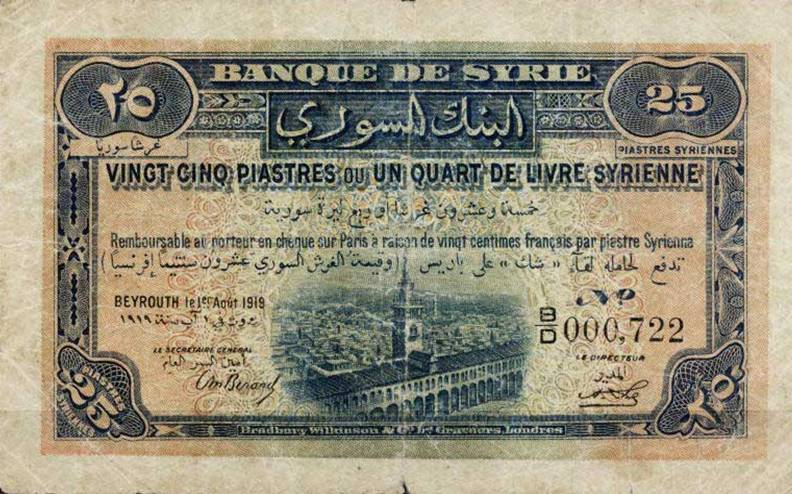
ورقة نقدية من فئة 25 قرش، التي أصدرها "بنك سورية ولبنان الكبير" الذي أسس عام 1922.

قامت الحكومة باستحداث درك الاتحاد السوري وتعيين مصطفى نعمة العباسي مديرًا عامًا له، كذلك فقد اصدرت في 23 نوفمبر 1923 قرارًا بإلغاء الامتيازات الأجنبية الممنوحة لدول أوروبا من أيام الدولة العثمانية والتي كانت من بنودها تقاضي الأوروبيين أمام محاكم أجنبية خاصة، وبدلاً من المحاكم الخاصة أنشأت محاكم مختلطة يرأسها قاضي فرنسي وعضوان أحدهما سوري والآخر فرنسي، لها فرعان في دمشق وحلب، وقد وسعت مهام المحاكم لاحقًا بقرارات صادرة عن المفوض الفرنسي.
في 1 أغسطس 1922 وقع صبحي بركات مع وكيل دولة لبنان الكبير ودولة جبل الدروز على اتفاق «بنك سورية ولبنان الكبير» ومقره باريس، وقد تضمن الاتفاق إصدار عملة وطنية للاتحاد السوري ودولة لبنان الكبير ودولة جبل الدروز هي الليرة المربوطة مع الفرنك الفرنسي، كذلك ففي 24 يوليو 1922 خلال ولاية هذه الحكومة تمت المصادقة في عصبة الأمم على صك الانتداب رسميًا.

## استقالة الحكومة وحل الاتحاد
في بداية 1923 استدعي هنري غورو إلى فرنسا، وفي 9 مايو 1924 وصل المفوض الفرنسي الجديد مكسيم فيغان، وبعد جولة له في البلاد شملت دمشق وحلب واللاذقية أكّد خلالها الوجهاء على عدم كفاية الاتحاد السوري ومجالسه التمثيلية، وطالبوا كما يقول راشد البرازي:
- توحيد البلاد السورية في دولة واحدة.
- إنشاء مجلس تأسيسي لوضع دستور جديد للبلاد.
- تأليف وزارة مسؤولة أمام مجلس نيابي.

في 26 يوليو أعلن فيغان أنه يفكر بإعلان الوحدة بين دمشق وحلب ثم نفذ ذلك في 15 ديسمبر 1924 حين حل الاتحاد السوري وأعلن قيام «الدولة السورية» مع فصل دولة جبل العلويين ودولة جبل الدروز عنها، كما قام بالقرار نفسه بفك لواء إسكندرون عن ولاية حلب وربطه برئيس الدولة السورية مباشرة على أن يكون له استقلال مالي وإداري، وعيّن فيغان صبحي بركات رئيسًا للدولة السورية الجديدة لمدة ثلاث سنوات، وطلب منه تأليف الحكومة الجديدة، أي أنه أبقى على الجمع بين منصبي رئيس الدولة ورئيس الوزراء، على أن تباشر «الدولة السورية» مهامها في 1 يناير 1925.

## التشكيل الوزاري
تألفت حكومة صبحي بركات الخالدي الأولى من المدراء:
بناء على القرار رقم 1459 المكرر المؤرخ في 28 حزيران 1922 تمت التعيينات بموجب القرارات رقم 1 و2 و3 تاريخ 25 آب 1922 والقرارين رقم 29 و30 تاريخ 24 شباط 1923 المنشورة في مجلة العاصمة العدد 25 لعام 1923.
| المنصب                                  | الصورة | شاغل المنصب        | في المنصب من   | في المنصب حتى       |       |
| --------------------------------------- | ------ | ------------------ | -------------- | ------------------- | ----- |
| رئيس الاتحاد السوري                     |        | صبحي بركات الخالدي | 28 حزيران 1922 | 21 كانون الأول 1924 |       |
| مدير الإدارة والمصالح المدنية الاتحادية |        | نصري بخاش          | 28 حزيران 1922 | 21 كانون الأول 1924 | [ 5 ] |
| مدير المالية                            |        | محمد علي العابد    | 28 حزيران 1922 | 21 كانون الأول 1924 | [ 6 ] |
| مدير اللأشغال العمومية الاتحادية        |        | حسن عزت أرولات     | 28 حزيران 1922 | 21 كانون الأول 1924 | [ 7 ] |
| المديرالعام للعدلية                     |        | عطا الأيوبي        | 24 شباط 1923   | 21 كانون الأول 1924 | [ 9 ] |
| مدير الدرك                              |        | مصطفى نعمت         | 24 شباط 1923   | 21 كانون الأول 1924 | [ 8 ] |

| سبقه الحكومة السورية (سبتمبر 1920) | الحكومات في سوريا يونيو 1922 - يناير 1925 | تبعه الحكومة السورية (يناير 1925) |

## روابط خارجية
- الحكومات السورية على موقع رئاسة مجلس الوزراء
- الحكومات السورية على موقع مجلس الشعب السوري
- وزارات الدولة على بوابة الحكومة الإلكترونية السورية
- الوزارات والهيئات الحكومية على موقع مجلس الشعب السوري